# أندي كلارك
أندي كلارك (بالإنجليزية: Andy Clarke)‏ (22 يوليو 1967 في المملكة المتحدة - ) هو لاعب كرة قدم بريطاني في مركز الهجوم. شارك مع منتخب إنجلترا لكرة القدم C ‏. أما مع النوادي، فقد لعب مع بورت فايل ونادي بارنت ونادي بيتربورو يونايتد ونادي نورثامبتون تاون ونادي ويمبلدون.

## وصلات خارجية
- أندي كلارك على موقع قاعدة بيانات كرة القدم.إي يو (الإنجليزية)
- أندي كلارك على موقع Soccerbase.com (لاعب) (الإنجليزية)
- أندي كلارك على موقع عالم كرة القدم.نت (الإنجليزية)